# Life Technologies
Life Technologies (NASDAQ: LIFE) war eine der weltweit größten Biotechnologie-Firmen mit Sitz in Carlsbad, Kalifornien, Vereinigte Staaten von Amerika. 
2011 beschäftigte Life etwa 10.400 Menschen und erwirtschaftete einen Umsatz von 3,7 Milliarden US-Dollar. Life besaß mehr als 4.000 Patente und Lizenzen und bot über 50.000 Produkte auf dem Markt für medizinische und Grundlagenforschung an. Seit 2014 gehört Life Technologies zum Konzern Thermo Fisher Scientific.

## Marken

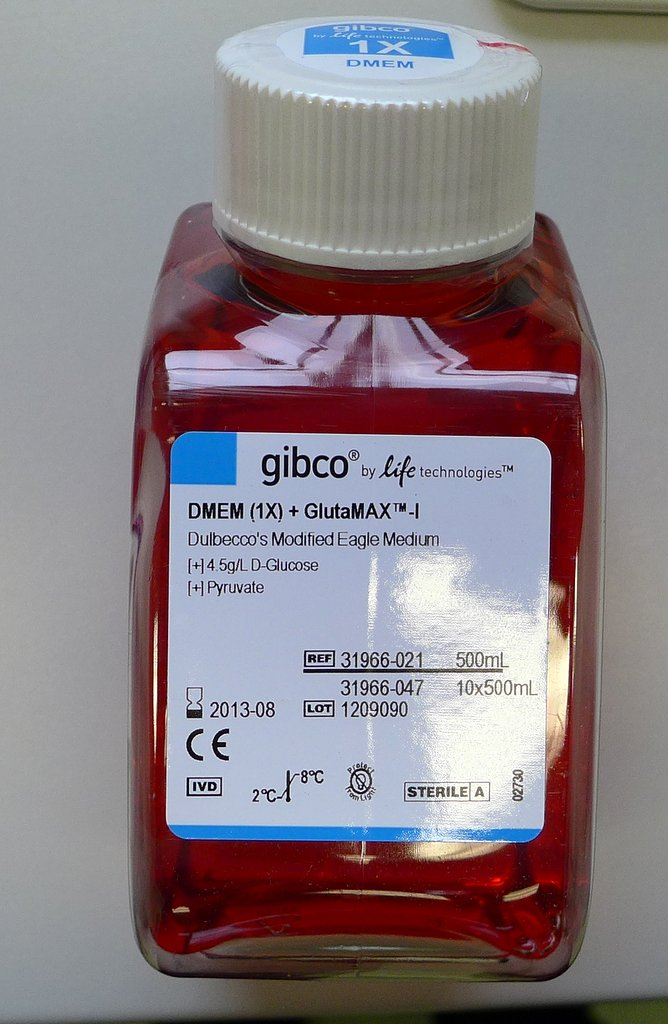
DMEM Medium von Gibco/Life Technologies

Applied Biosystems bietet Forschungsausrüstung für Genotypisierung, genetische und forensische DNA-Analysen, Nahrungsmittelüberprüfung, Tiergesundheit, pharmazeutische Reinigung und Analyse, PCR, Influenza-Forschung, Stammzellforschung und Laser-Mikrodissektion.
Ambion ist die Hauptmarke von Life für RNA-basierte Forschung. Ambion bietet Produkte für Isolation, Detektion, Quantifizierung, Amplifikation und Charakterisierung von RNA (aus Bakterien, Gewebe, Zellen, Hefe, Blut etc.) an. Darüber hinaus wird synthetisierte RNA angeboten.
Gibco produziert Materialien und Lösungen für die Zellkultur.
Invitrogen ist die Hauptmarke von Life für molekularbiologische Anwendungen auf DNA-Basis (Genom-, Wirkstoff-, Proteomforschung, zelluläre Analyse).
Molecular Probes bietet Produkte für die Fluoreszenzmarkierung und -detektion für Zellbiologie-, Nanotechnologie- und Antikörperlabore.
Novex ist die Hauptmarke für Eiweißforschung und bietet Produkte zur Purifizierung, Isolation, Quantifizierung und Analyse von Proteinen (SDS-PAGE, Antikörpertechnologie, Western Blot).
TaqMan bietet Forschungsprodukte für Genexpression (RT-PCR), miRNA, Proteinanalyse, SNP-Genotypisierung.
Ion Torrent ist der erste kommerzielle Anbieter für Ionen-Halbleiter DNA-Sequenzierungssysteme.

## Unternehmensgeschichte
Life Technologies Inc. wurde als Tochtergesellschaft von Dexter Corp. 1983 durch Fusion von Bethesda Research Laboratories Inc. und GIBCO Corp. (Grand Island Biological Company) gegründet. Im Jahre 2000 wurde die Firma vom kleineren aber kapitalkräftigen Invitrogen aufgekauft, das den Namen Life Technologies später für den Gesamtkonzern verwandte. 
Life Technologies Incorporated wurde am 21. November 2008 durch die Fusion von Invitrogen und Applied Biosystems formiert.
Am 1. Juli 2012 gab das Unternehmen bekannt, dass es die Firma Navigenics übernimmt und damit in den Bereich der molekularen Diagnostik expandiert.
Am 3. Februar 2014 gab der Konzern Thermo Fisher Scientific die Übernahme von Life Technologies bekannt.